# Liste der Kulturdenkmale in Amt Wachsenburg
Die Liste der Kulturdenkmale in Amt Wachsenburg umfasst die als Ensembles, Straßenzüge und Einzeldenkmale erfassten Kulturdenkmale in den Ortsteilen der thüringischen Gemeinde Amt Wachsenburg.
Die Angaben in der Liste ersetzen nicht die rechtsverbindliche Auskunft der zuständigen Denkmalschutzbehörde.

## Legende
- Bild: zeigt ein Bild des Kulturdenkmals und gegebenenfalls einen Link zu weiteren Fotos des Kulturdenkmals im Medienarchiv Wikimedia Commons
- Bezeichnung: Name, Bezeichnung oder die Art des Kulturdenkmals
- Lage: Wenn vorhanden Straßenname und Hausnummer des Kulturdenkmals; Grundsortierung der Liste erfolgt nach dieser Adresse. Der Link Karte führt zu verschiedenen Kartendarstellungen und nennt die Koordinaten des Kulturdenkmals.
 Kartenansicht, um Koordinaten zu setzen – in dieser Kartenansicht sind Kulturdenkmale ohne Koordinaten mit einem roten bzw. orangen Marker dargestellt und können in der Karte gesetzt werden. Kulturdenkmale ohne Bild sind mit einem blauen bzw. roten Marker gekennzeichnet, Kulturdenkmale mit Bild mit einem grünen bzw. orangen Marker.
- Datierung: gibt das Jahr der Fertigstellung beziehungsweise das Datum der Erstnennung oder den Zeitraum der Errichtung an
- Beschreibung: bauliche und geschichtliche Einzelheiten des Kulturdenkmals, vorzugsweise die Denkmaleigenschaften
- ID: Die ID identifiziert das Kulturdenkmal eindeutig. In Thüringen sind aktuell keine IDs veröffentlicht. In der ID-Spalte kann sich auch folgendes Icon  befinden, dies führt zu Angaben zu diesem Kulturdenkmal bei Wikidata.

## Kulturdenkmale nach Ortsteilen

### Bechstedt-Wagd
| Bild                           | Bezeichnung                        | Lage                           | Datierung | Beschreibung                                                | ID |
| ------------------------------ | ---------------------------------- | ------------------------------ | --------- | ----------------------------------------------------------- | -- |
| weitere Bilder Fotos hochladen | Evangelische Kirche St. Trinitatis | Dorfstraße 1 (Karte)           |           | Kirche samt künstlerischer Ausstattung, Kirchhof und Schule |    |
| BW                             | Wohnhaus                           | Am Pfarrgarten 2 (Karte)       |           | Wohnhaus                                                    |    |
| BW                             | Brücke                             | Werningslebener Straße (Karte) |           |                                                             |    |

### Bittstädt
| Bild                                    | Bezeichnung                     | Lage                                                                        | Datierung | Beschreibung | ID |
| --------------------------------------- | ------------------------------- | --------------------------------------------------------------------------- | --------- | --- | -- |
| BW                                      | Denkmalensemble Kirche          | Backhausstraße 39, Kirchgasse 40, 41, 48, 49, Ohrdrufer Straße 1, 2 (Karte) |           | Denkmalensemble Kirche, alte Schule und umliegende Gehöfte |    |
| weitere Bilder Fotos hochladen          | Evangelische Kirche St. Ägidius | Ohrdrufer Straße 1 (Karte)                                                  |           | Kirche samt künstlerischer Ausstattung, Kirchhof (ehem. Friedhof) und Einfriedung; auch Teil des Denkmalensemble „Kirche, alte Schule und umliegende Gehöfte“ |    |
| BW                                      | Wohnhaus                        | Arnstädter Chaussee 97 (Karte)                                              |           | Wohnhaus |    |
| BW                                      | Gehöft                          | Backhausstraße 28 (Karte)                                                   |           | |    |
| BW                                      | Gehöft                          | Backhausstraße 31 (Karte)                                                   |           | |    |
| BW                                      | Gehöft                          | Backhausstraße 39 (Karte)                                                   |           | |    |
| BW                                      | Schule                          | Julius-Lencer-Straße 131 (Karte)                                            |           | |    |
| BW                                      | Gehöft                          | Klostergasse 80 (Karte)                                                     |           | |    |
| BW                                      | Gasthaus                        | Mönchhof 109 (Karte)                                                        |           | Ehemaliges Gasthaus mit Saal |    |
| BW                                      | Grabstätte Hannelore Andress    | Friedhof (Karte)                                                            |           | |    |
| BW                                      | Grabstätte Familie Lencer       | Friedhof (Karte)                                                            |           | |    |
| BW                                      | Grabstätte Familie Schröder     | Friedhof (Karte)                                                            |           | |    |
| Direkt Bild zu diesem Denkmal hochladen | Grenzsteine                     | Koordinaten fehlen! Hilf mit.                                               |           | |    |

### Eischleben
| Bild                                    | Bezeichnung                      | Lage                                                          | Datierung | Beschreibung | ID |
| --------------------------------------- | -------------------------------- | ------------------------------------------------------------- | --------- | --- | -- |
| BW                                      | Ensemble Kirche                  | Friedensstraße 101, Kirchplatz 1–3, Mühlgasse 102–104 (Karte) |           | Denkmalensemble Kirche, Pfarrhaus, Schule und Gehöfte an der Mühlgasse |    |
| weitere Bilder Fotos hochladen          | Evangelische Kirche St. Matthias | Kirchplatz 1 (Karte)                                          |           | Kirche samt künstlerischer Ausstattung, Kirchhof (ehem. Friedhof) und Einfriedung, auch Bestandteil des Denkmalensemble „Kirche, Pfarrhaus, Schule und Gehöfte an der Mühlgasse“ |    |
| BW                                      | Brücke                           | Friedensstraße (Karte)                                        |           | Brücke über die Wipfra |    |
| BW                                      | Hofgebäude                       | Friedensstraße 12 (Karte)                                     |           | |    |
| BW                                      | Wohnhaus                         | Friedensstraße 14 (Karte)                                     |           | Wohnhaus |    |
| BW                                      | Wohnhaus                         | Friedensstraße 101 (Karte)                                    |           | Wohnhaus mit Portal und Tor |    |
| BW                                      | Gehöft                           | Gothaer Straße 27 (Karte)                                     |           | |    |
| BW                                      |                                  | Kirchplatz 2 (Karte)                                          |           | Ehem. Pfarrhaus mit Nebengebäude, Grundstück und Einfriedung, auch Bestandteil des Denkmalensemble „Kirche, Pfarrhaus, Schule und Gehöfte an der Mühlgasse“                      |    |
| BW                                      | Wohnhaus                         | Mönchsgasse 60 (Karte)                                        |           | Wohnhaus |    |
| BW                                      | Ehemalige Mühle                  | Mühlgasse 104 (Karte)                                         |           | |    |
| BW                                      | Wohnhaus                         | Zeugmantel 63 (Karte)                                         |           | Wohnhaus |    |
| BW                                      | Gehöft                           | Zeugmantel 72 (Karte)                                         |           | |    |
| Direkt Bild zu diesem Denkmal hochladen | Grenzsteine                      | Koordinaten fehlen! Hilf mit.                                 |           | |    |

### Haarhausen
| Bild                                    | Bezeichnung                     | Lage                              | Datierung | Beschreibung | ID |
| --------------------------------------- | ------------------------------- | --------------------------------- | --------- | --- | -- |
| BW                                      | Ensemble Kirche                 | Die Untergasse 18, 20, 22 (Karte) |           | Kirche mit Friedhof und Einfriedung, Pfarrhof und Spritzenhaus                                                                                                   |    |
| weitere Bilder Fotos hochladen          | Evangelische Kirche St. Nikolai | Die Untergasse 22 (Karte)         |           | Kirche samt künstlerischer Ausstattung, Kirchhof und Einfriedung, auch Bestandteil des Ensemble „Kirche mit Friedhof und Einfriedung, Pfarrhof und Spritzenhaus“ |    |
| weitere Bilder Fotos hochladen          | Bahnhof                         | Am Bahnhof 1 – 2 (Karte)          |           | |    |
| BW                                      | Gehöft mit ehem. Schmiede       | Der Hanfsack 9 (Karte)            |           | |    |
| BW                                      | Wirtschaftsgebäude              | Die Arnstädter Straße 1 (Karte)   |           | |    |
| BW                                      | Gehöft                          | Die Bachstraße 9 (Karte)          |           | |    |
| BW                                      | Gehöft                          | Die Bachstraße 10 (Karte)         |           | |    |
| BW                                      | Gasthaus mit Saalgebäude        | Die Lange Straße 3 (Karte)        |           | |    |
| BW                                      | Wohnhaus                        | Die Lange Straße 10 (Karte)       |           | Wohnhaus |    |
| BW                                      | Wohnhaus                        | Die Lange Straße 11 (Karte)       |           | Wohnhaus mit Kellerhaus, Hofpflasterung und Brunnen |    |
| BW                                      | Gehöft                          | Die Lange Straße 23 (Karte)       |           | |    |
| BW                                      | Gehöft                          | Die Lange Straße 25 (Karte)       |           | |    |
| BW                                      | Gehöft                          | Die Quergasse 3 (Karte)           |           | |    |
| BW                                      | Gehöft                          | Die Quergasse 4 (Karte)           |           | |    |
| BW                                      | Türpfeiler                      | Die Untergasse 6 (Karte)          |           | |    |
| Direkt Bild zu diesem Denkmal hochladen | Grenzsteine                     | Koordinaten fehlen! Hilf mit.     |           | |    |

### Holzhausen
| Bild                                    | Bezeichnung                             | Lage                              | Datierung | Beschreibung                                                                      | ID |
| --------------------------------------- | --------------------------------------- | --------------------------------- | --------- | --------------------------------------------------------------------------------- | -- |
| weitere Bilder Fotos hochladen          | Evangelische Dorfkirche                 | Pfarrgasse 64 (Karte)             |           | Kirche samt künstlerischer Ausstattung, Kirchhof (ehem. Friedhof) und Einfriedung |    |
| BW                                      | Ehemalige Kapelle                       | Sankt Annenberg 88 (Karte)        |           | Ehemalige Kapelle (heute Wohnhaus)                                                |    |
| weitere Bilder Fotos hochladen          | Wachsenburg                             | Veste Wachsenburg 91, 91a (Karte) | 930       | mittelalterliche Gipfelburg auf dem Gebiet von Holzhausen                         |    |
| BW                                      | Ehemaliges Gut                          | Bittstädter Straße 5 (Karte)      |           |                                                                                   |    |
| BW                                      | Ehemalige Kalkbrennerei                 | Arnstädter Straße (Karte)         |           |                                                                                   |    |
| BW                                      | Ensemble                                | Arnstädter Straße 31–35 (Karte)   |           | Nördliche Gehöftzeile der Arnstädter Straße                                       |    |
| weitere Bilder Fotos hochladen          | Wohnhaus                                | Arnstädter Straße 32 (Karte)      |           | Wohnhaus, auch Bestandteil des Ensemble „Arnstädter Straße“                       |    |
| Fotos hochladen                         | Gehöft                                  | Arnstädter Straße 69 (Karte)      |           |                                                                                   |    |
| BW                                      | Gehöft                                  | Bittstädter Straße 2 (Karte)      |           |                                                                                   |    |
| weitere Bilder Fotos hochladen          | Pfarrhaus                               | Pfarrgasse 66 (Karte)             |           | Pfarrhaus mit Portal und Tor                                                      |    |
| BW                                      | Wohnhaus                                | Pfarrgasse 68 (Karte)             |           | Wohnhaus                                                                          |    |
| Direkt Bild zu diesem Denkmal hochladen | Hotel                                   | Schulstraße 37                    |           | Ehem. Wohnhaus (heute Hotel)                                                      |    |
| Direkt Bild zu diesem Denkmal hochladen | Gehöft                                  | Schulstraße 58                    |           | Gehöft mit Torgebäude                                                             |    |
| BW                                      | Gehöft                                  | Wachsenburger Straße 82 (Karte)   |           |                                                                                   |    |
| BW                                      | Grabstätte Familien Wachsmuth und König | Friedhof (Karte)                  |           |                                                                                   |    |

### Ichtershausen
| Bild                                    | Bezeichnung         | Lage                                    | Datierung | Beschreibung | ID |
| --------------------------------------- | ------------------- | --------------------------------------- | --------- | --- | -- |
| weitere Bilder Fotos hochladen          | Evangelische Kirche | Klosterstraße 2 (Karte)                 |           | Kirche samt künstlerischer Ausstattung, Kirchhof und Einfriedung, auch Bestandteil des Ensemble „Klosteranlage“ |    |
| weitere Bilder Fotos hochladen          | Klosteranlage       | Alexander-Puschkin-Straße 5, 7 (Karte)  |           | Ehemalige Klosteranlage, nachmalig Kammergut, Schlossanlage etc., zuletzt Jugendstrafanstalt                    |    |
| weitere Bilder Fotos hochladen          | Wohnhaus            | Alexander-Puschkin-Straße 1, 1a (Karte) |           | Wohnhaus mit Seitenflügel                                                                                       |    |
| weitere Bilder Fotos hochladen          | Wohnhaus            | Alexander-Puschkin-Straße 6 (Karte)     |           | Wohnhaus |    |
| weitere Bilder Fotos hochladen          | Fabrikgebäude       | Erfurter Straße 42 (Karte)              |           | Ehem. Nadelfabrik                                                                                               |    |
| BW                                      | Forsthaus           | Forsthaus 1 (Karte)                     |           | Ehem. Forsthaus mit Nebengebäuden                                                                               |    |
| weitere Bilder Fotos hochladen          | Wilhelm-Hey-Denkmal | Klosterstraße (Karte)                   |           | |    |
| Fotos hochladen                         | Pfarrhof            | Klosterstraße 1 (Karte)                 |           | |    |
| BW                                      | Wohnhaus            | Lindenplatz 2 (Karte)                   |           | Wohnhaus |    |
| Direkt Bild zu diesem Denkmal hochladen | Gehöft              | Lindenplatz 10                          |           | |    |
| BW                                      | Kriegerdenkmal      | nördlicher Ortsteil (Karte)             |           | Kriegerdenkmal mit umgebender Baumpflanzung                                                                     |    |
| weitere Bilder Fotos hochladen          | Preußengrab         | östliche Ortslage (Karte)               |           | Denkmal 1813 |    |

### Kirchheim
| Bild                                    | Bezeichnung                        | Lage                               | Datierung | Beschreibung                                                     | ID |
| --------------------------------------- | ---------------------------------- | ---------------------------------- | --------- | ---------------------------------------------------------------- | -- |
| weitere Bilder Fotos hochladen          | Evangelische Kirche St. Laurentius | Rockhäuser Straße (Karte)          |           | Kirche samt künstlerischer Ausstattung, Kirchhof und Einfriedung |    |
| BW                                      | Gehöft                             | Kirchweg 15 (Karte)                |           |                                                                  |    |
| Fotos hochladen                         | Gehöft                             | Kirchheimer Hauptstraße 13 (Karte) |           | Fachwerkhof ehemals Arnstädter Straße 6                          |    |
| BW                                      | Gehöft                             | Arnstädter Straße 58 (Karte)       |           |                                                                  |    |
| Fotos hochladen                         | Wohnhaus                           | Kirchheimer Hauptstraße 6 (Karte)  |           | Wohnhaus ehemals Arnstädter Straße 79                            |    |
| BW                                      | Wohnhaus                           | Arnstädter Straße 105 (Karte)      |           | Wohnhaus                                                         |    |
| BW                                      | Inschriftstein                     | Arnstädter Straße 124 (Karte)      |           |                                                                  |    |
| Fotos hochladen                         | Gehöft                             | Am Steinweg 25 (Karte)             |           | Tor, Portal, Gesindehaus, Scheune                                |    |
| Fotos hochladen                         | Wohnhaus                           | Backhausgasse 60 (Karte)           |           | Wohnhaus                                                         |    |
| BW                                      | Gehöft                             | Geleitweg 97 (Karte)               |           | Schafshof                                                        |    |
| Fotos hochladen                         | Wohnhaus                           | Am Gutshof 3 (Karte)               |           | Wohnhaus samt Torhaus, Mauer mit Portal ehemals Mönchsgasse 82   |    |
| BW                                      | Wohnhaus                           | Elxlebener Straße 2 (Karte)        |           | ehemals Mönchsgasse 106                                          |    |
| BW                                      | Gehöft                             | Pfarrweg 125 (Karte)               |           |                                                                  |    |
| Direkt Bild zu diesem Denkmal hochladen | Wegweiser                          | westlicher Dorfausgang             |           |                                                                  |    |

### Rehestädt
| Bild                           | Bezeichnung                     | Lage                  | Datierung | Beschreibung                           | ID |
| ------------------------------ | ------------------------------- | --------------------- | --------- | -------------------------------------- | -- |
| weitere Bilder Fotos hochladen | Evangelische Kirche St. Gangolf | Dorfstraße 1 (Karte)  |           | Kirche samt künstlerischer Ausstattung |    |
| weitere Bilder Fotos hochladen | Wohnhaus                        | Dorfstraße 18 (Karte) |           | Wohnhaus                               |    |

### Rockhausen
| Bild                           | Bezeichnung                       | Lage                      | Datierung | Beschreibung                                                     | ID |
| ------------------------------ | --------------------------------- | ------------------------- | --------- | ---------------------------------------------------------------- | -- |
| weitere Bilder Fotos hochladen | Evangelische Kirche St. Elisabeth | Kirchgasse 1 (Karte)      |           | Kirche samt künstlerischer Ausstattung, Kirchhof und Einfriedung |    |
| weitere Bilder Fotos hochladen | Wohnhaus                          | Enge Gasse 51 (Karte)     |           | Wohnhaus                                                         |    |
| BW                             | Gehöftgruppe                      | Enge Gasse 51, 52 (Karte) |           |                                                                  |    |
| weitere Bilder Fotos hochladen | Wohnhaus                          | Enge Gasse 52 (Karte)     |           | Wohnhaus                                                         |    |
| BW                             | Brücke                            | Hauptstraße (Karte)       |           |                                                                  |    |
| BW                             | Wasserburg                        | Hauptstraße 17 (Karte)    |           |                                                                  |    |
| Fotos hochladen                | Wohnhaus                          | Kirchgasse 3 (Karte)      |           | Wohnhaus, Scheune und Portal                                     |    |
| BW                             | Wohnhaus                          | Kirchgasse 53 (Karte)     |           | Wohnhaus                                                         |    |

### Röhrensee
| Bild                           | Bezeichnung                     | Lage                        | Datierung | Beschreibung                                                                      | ID |
| ------------------------------ | ------------------------------- | --------------------------- | --------- | --------------------------------------------------------------------------------- | -- |
| weitere Bilder Fotos hochladen | Evangelische Kirche St. Nikolai | Im Oberdorf 8 (Karte)       |           | Kirche samt künstlerischer Ausstattung, Kirchhof (ehem. Friedhof) und Einfriedung |    |
| BW                             | Wohnhaus                        | Am Pferdebrunnen 4 (Karte)  |           | Wohnhaus                                                                          |    |
| BW                             | Wohnhaus                        | Am Pferdebrunnen 15 (Karte) |           | Wohnhaus                                                                          |    |
| BW                             | Transformatorenturm             | Mühlberger Straße (Karte)   |           |                                                                                   |    |

### Sülzenbrücken
| Bild                           | Bezeichnung         | Lage                         | Datierung | Beschreibung                                                                          | ID |
| ------------------------------ | ------------------- | ---------------------------- | --------- | ------------------------------------------------------------------------------------- | -- |
| weitere Bilder Fotos hochladen | Evangelische Kirche | Zum Herrentor 19 (Karte)     |           | Kirche samt künstlerischer Ausstattung, Kirchhof, Kriegerdenkmal und Einfriedung      |    |
| weitere Bilder Fotos hochladen | Ehemaliges Gut      | Am Töpfenmarkt 7 (Karte)     |           |                                                                                       |    |
| BW                             | Wohnhaus            | Am Töpfenmarkt 2 (Karte)     |           | Wohnhaus                                                                              |    |
| weitere Bilder Fotos hochladen | Gehöft              | Am Töpfenmarkt 5 (Karte)     |           | Gehöft mit Wohnhaus                                                                   |    |
| BW                             | Wohnhaus            | Obergasse 3 (Karte)          |           | Wohnhaus                                                                              |    |
| BW                             | Gehöft              | Obergasse 4 (Karte)          |           |                                                                                       |    |
| BW                             | Gehöft              | Obergasse 7 (Karte)          |           |                                                                                       |    |
| BW                             | Gehöft              | Zum Herrentor 9 (Karte)      |           |                                                                                       |    |
| weitere Bilder Fotos hochladen | Schule              | Zum Herrentor 13, 15 (Karte) |           | Gesamtensemble, Ehem. Schule, Lehrerwohnung, Schulscheune, Grundstück und Einfriedung |    |
| weitere Bilder Fotos hochladen | Ehemalige Schule    | Zum Herrentor 17 (Karte)     |           | Hauptgebäude                                                                          |    |

### Thörey
| Bild                           | Bezeichnung                    | Lage                   | Datierung | Beschreibung                                                                      | ID |
| ------------------------------ | ------------------------------ | ---------------------- | --------- | --------------------------------------------------------------------------------- | -- |
| weitere Bilder Fotos hochladen | Evangelische Kirche St. Wenzel | Kirchstraße (Karte)    |           | Kirche samt künstlerischer Ausstattung, Kirchhof (ehem. Friedhof) und Einfriedung |    |
| Fotos hochladen                | Waidmühlstein                  | Dorfplatz (Karte)      |           |                                                                                   |    |
| weitere Bilder Fotos hochladen | Gasthaus                       | Hauptstraße 15 (Karte) |           | Gasthaus „Zum roten Hirsch“                                                       |    |
| weitere Bilder Fotos hochladen | Wohnhaus                       | Kirchstraße 49 (Karte) |           | Wohnhaus                                                                          |    |

### Werningsleben
| Bild                                    | Bezeichnung                   | Lage                    | Datierung | Beschreibung                                                     | ID |
| --------------------------------------- | ----------------------------- | ----------------------- | --------- | ---------------------------------------------------------------- | -- |
| weitere Bilder Fotos hochladen          | Evangelische Kirche St. Georg | Hauptstraße (Karte)     |           | Kirche samt künstlerischer Ausstattung, Kirchhof und Einfriedung |    |
| BW                                      | Waidstein                     | Hauptstraße 4 (Karte)   |           |                                                                  |    |
| BW                                      | Gehöft                        | Bogengasse 2 (Karte)    |           | auch Bestandteil der Gehöftgruppe „Bogengasse 2–5“               |    |
| BW                                      | Gehöftgruppe                  | Bogengasse 2–5 (Karte)  |           |                                                                  |    |
| BW                                      | Schule                        | Hauptstraße 3 (Karte)   |           |                                                                  |    |
| BW                                      | Ensemble Kirche               | Hauptstraße 4–6 (Karte) |           | Kirche, Pfarrei und Schulgebäude                                 |    |
| Direkt Bild zu diesem Denkmal hochladen | Gehöft                        | Trift 6                 |           |                                                                  |    |
| BW                                      |                               | Trift 7 (Karte)         |           |                                                                  |    |
| BW                                      | Wohnhaus                      | Hauptstraße 6 (Karte)   |           |                                                                  |    |
| BW                                      | Gehöft                        | Hauptstraße 12 (Karte)  |           |                                                                  |    |
| BW                                      | Portal                        | Obere Gasse 3 (Karte)   |           | Portal und Tür                                                   |    |
| BW                                      | Gehöft                        | Obere Gasse 5 (Karte)   |           |                                                                  |    |

## Ehemalige Kulturdenkmale

### Bechstedt-Wagd
| Bild                                    | Bezeichnung                 | Lage                  | Datierung | Beschreibung                              | ID |
| --------------------------------------- | --------------------------- | --------------------- | --------- | ----------------------------------------- | -- |
| Direkt Bild zu diesem Denkmal hochladen | Gehöft am Untertor-Ensemble | Dorfstraße 13, 15, 18 |           | Ensemble, 2015 als Kulturdenkmal gelöscht |    |

### Kirchheim
| Bild | Bezeichnung | Lage                         | Datierung | Beschreibung                        | ID |
| ---- | ----------- | ---------------------------- | --------- | ----------------------------------- | -- |
| BW   | Gehöft      | Steinweg 42 (Karte)          |           | 2017 als Kulturdenkmal gelöscht     |    |
| BW   | Wohnhaus    | Arnstädter Straße 45 (Karte) |           | Abbruch, als Kulturdenkmal gelöscht |    |

### Werningsleben
| Bild | Bezeichnung | Lage               | Datierung | Beschreibung                    | ID |
| ---- | ----------- | ------------------ | --------- | ------------------------------- | -- |
| BW   | Wohnhaus    | Am Teich 4 (Karte) |           | als Kulturdenkmal 2012 gelöscht |    |